# Giuseppe Buttari
Giuseppe Buttari (* 16. Februar 1951 in San Felice Circeo) ist ein ehemaliger italienischer Hürdenläufer, der sich auf die 110-Meter-Distanz spezialisiert.

## Sportliche Laufbahn
Erste internationale Erfahrungen sammelte Giuseppe Buttari vermutlich im Jahr 1970, als er bei den Junioreneuropameisterschaften in Paris in 14,78 s den siebten Platz über 110 m Hürden belegte. 1972 schied er bei den Halleneuropameisterschaften in Grenoble mit 6,81 s im Vorlauf über 50 m Hürden aus, ehe er im Sommer bei den Olympischen Sommerspielen in München in der ersten Runde disqualifiziert wurde. Im Jahr darauf schied er bei den Halleneuropameisterschaften in Rotterdam mit 7,96 s im Halbfinale im 60-Meter-Hürdenlauf aus und 1974 belegte er bei den Halleneuropameisterschaften in Göteborg in 8,01 s den fünften Platz. Im September gelangte er dann bei den Freiluft-Europameisterschaften in Rom mit 13,85 s über 110 m Hürden ebenfalls auf Rang fünf. Im Jahr darauf schied er bei den Halleneuropameisterschaften in Katowice mit 7,95 s im Semifinale über 60 m Hürden aus und im August belegte er bei den Mittelmeerspielen in Algier in 14,45 s den vierten Platz über 110 m Hürden. 1976 nahm er erneut an den Olympischen Sommerspielen in Montreal teil und schied dort mit 14,06 s im Halbfinale aus. Im Jahr darauf belegte er bei der Sommer-Universiade in Sofia in 13,80 s den fünften Platz und 1978 gewann er bei den Halleneuropameisterschaften in Mailand in 7,86 s die Bronzemedaille über 60 m Hürden hinter Thomas Munkelt aus der DDR und Wjatscheslaw Kulebjakin aus der Sowjetunion. Im September klassierte er sich dann bei den Freiluft-Europameisterschaften in Prag mit 13,78 s auf dem vierten Platz über 110 m Hürden. 1979 wurde er bei den Studentenweltspielen in Mexiko-Stadt in 13,88 s Fünfter und gewann bei den Mittelmeerspielen in Split in 13,88 s die Silbermedaille hinter dem Jugoslawen Borisav Pisić. Im Jahr darauf schied er bei den Halleneuropameisterschaften in Sindelfingen mit 7,97 s im Halbfinale über 60 m Hürden aus und trat danach nicht mehr international in Erscheinung.
In den Jahren 1972, von 1974 bis 1976 sowie 1978 und 1979 wurde Buttari italienischer Meister im 110-Meter-Hürdenlauf. Zudem wurde er 1973 und 1975 sowie 1978 und 1980 Hallenmeister über 60 m Hürden. 

## Persönliche Bestleistungen
- 110 m Hürden: 13,70 s, 4. September 1979 in Mexiko-Stadt
  - 50 m Hürden (Halle): 6,81 s, 12. März 1972 in Grenoble
  - 60 m Hürden (Halle): 7,76 s, 12. März 1978 in Mailand